# Hochschule für Technik, Wirtschaft und Kultur Leipzig
Die Hochschule für Technik, Wirtschaft und Kultur Leipzig (Leipzig University of Applied Sciences) ist eine staatliche Hochschule für angewandte Wissenschaften (HAW) in Leipzig. Mit 6.580 immatrikulierten Studierenden ist die HTWK Leipzig die größte Hochschule für Angewandte Wissenschaften in Sachsen und eine der größten Fachhochschulen Deutschlands. Mit über 70 Prozent der Studienplätze in den Ingenieurwissenschaften und der Informatik ist die HTWK Leipzig zugleich die größte Hochschule der technischen Ausbildung in der Region Leipzig. Mit über 20 Mio. Euro eingeworbener Drittmittel jährlich ist die HTWK Leipzig eine der forschungsstärksten HAWs in Deutschland und eine europäische Spitzenhochschule.

## Geschichte
Die HTWK Leipzig wurde am 15. Juli 1992 gegründet. Sie entstand aus der Technischen Hochschule Leipzig (gegründet 1977 aus der Hochschule für Bauwesen Leipzig und der Ingenieurhochschule Leipzig), der Fachschule für Bibliothekare und Buchhändler Leipzig, der Fachschule für wissenschaftliches Bibliothekswesen sowie aus dem Institut für Museologie. Ihre ältesten Wurzeln gehen zurück auf die Zeichnungs-, Mahlerey- und Architektur-Academie zu Leipzig (gegründet 1764 von Adam Friedrich Oeser, zu dessen Studenten Johann Wolfgang Goethe zählte; heute fortgeführt durch die Hochschule für Grafik und Buchkunst), die 1838 gegründete Königlich-Sächsische Baugewerkenschule Leipzig, die Städtische Gewerbeschule zu Leipzig (gegründet 1875 von Ludwig Nieper) und die Fachschule für Bibliothekstechnik und -verwaltung Leipzig (gegründet 1914).
Der Freistaat Sachsen, die Hochschule für Technik, Wirtschaft und Kultur Leipzig und die Deutsche Telekom AG haben am 30. November 2018 ein gemeinsames Vorhaben im Bereich der Digitalen Transformation vorgestellt: Die Deutsche Telekom AG stiftet 17 Professuren, die an der HTWK Leipzig zu einer Fakultät „Digitale Transformation“ zusammengefasst werden.

## Lage und Gebäude

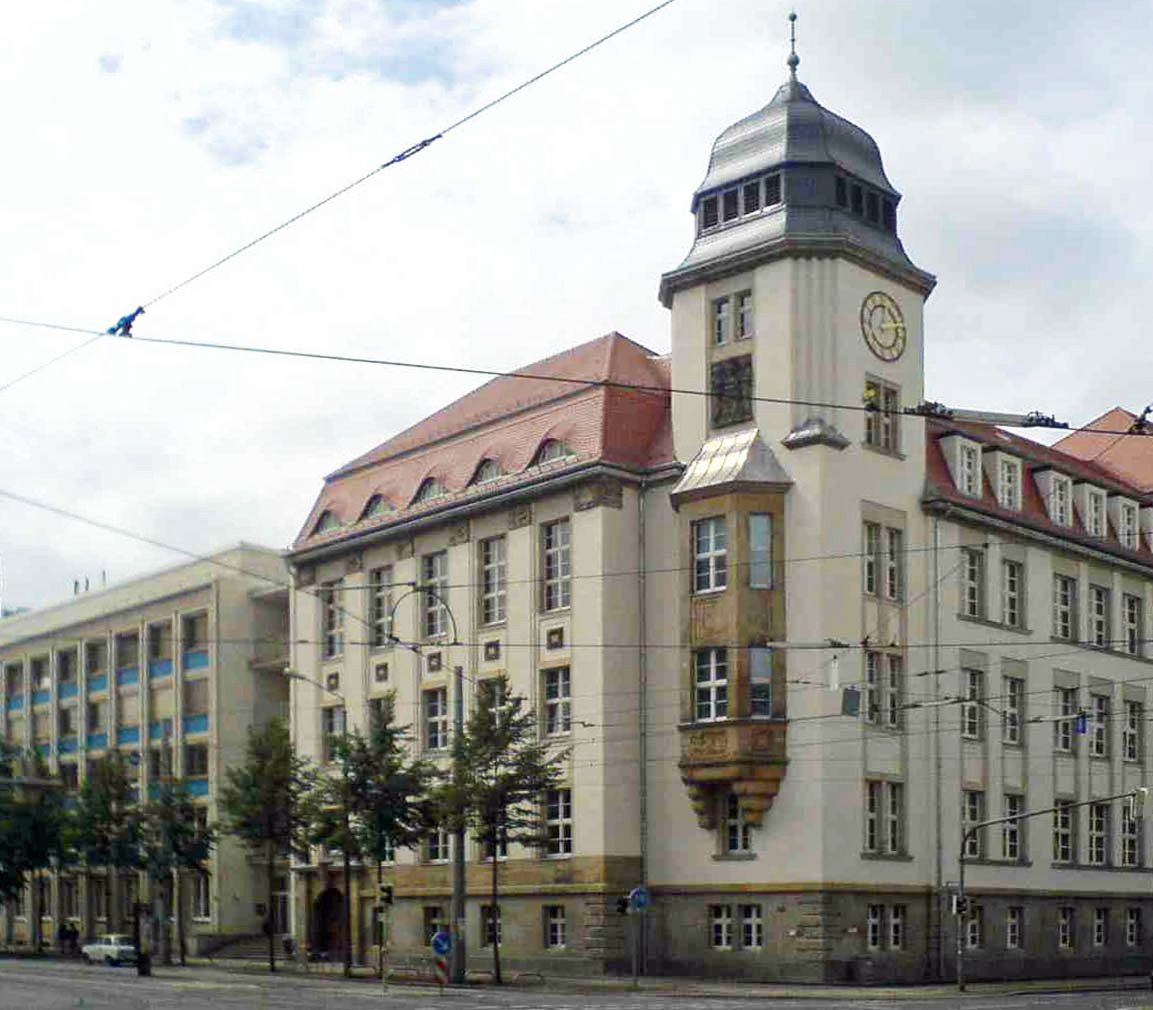
Geutebrück-Bau, Hauptgebäude und Amtssitz des Rektors der HTWK Leipzig in der Karl-Liebknecht-Straße 132 (2005)

Der Hauptcampus der HTWK Leipzig befindet sich mit 13 Gebäuden entlang der Straßen Karl-Liebknecht-Straße, Gustav-Freytag-Straße, Eichendorffstraße und Kochstraße in Leipzig-Connewitz. Der Campus wurde in den vergangenen Jahren um mehrere Neubauten ergänzt, zuletzt den 2015 eröffneten Nieper-Bau. Außerhalb des Campus liegen weitere Hochschulgebäude: Der Wiener-Bau der Fakultät Ingenieurwissenschaften in der Wächterstraße/Zentrum-Süd, das Forschungszentrum Eilenburger Straße in Reudnitz, die Sporthalle in der Arno-Nitzsche-Straße sowie Hopper- und Shannon-Bau der Fakultät Digitale Transformation in Plagwitz. In der VDI-GaraGe in Leipzig-Plagwitz befindet sich außerdem das Automatikmuseum der HTWK Leipzig.

## Rektoren
- Klaus Steinbock, Gründungsrektor (1992–2003), Professor für Automatisierungstechnik
- Manfred Nietner (2003–2006), Professor für Bauproduktionstechnik
- Hubertus Milke (2006–2011), Professor für Wasserwirtschaft, Hydrologie und Siedlungswasserwirtschaft
- Michael Kubessa, amtierender Rektor (2011), Professor für Versorgungs- und Entsorgungstechnik
- Renate Lieckfeldt (2011–2013), Professorin für Technisches Management und Projektmanagement
- Markus Krabbes, amtierender Rektor (2013–2014), Professor für Informationssysteme
- Gesine Grande (2014–2019), Professorin für Psychologie
- Mark Mietzner (2019–2024), Professor für Bank- und Finanzwirtschaft
- Jean-Alexander Müller (seit 1. Oktober 2024), Professor für Computernetzwerke[9]

## Studium

### Fakultäten und Studiengänge

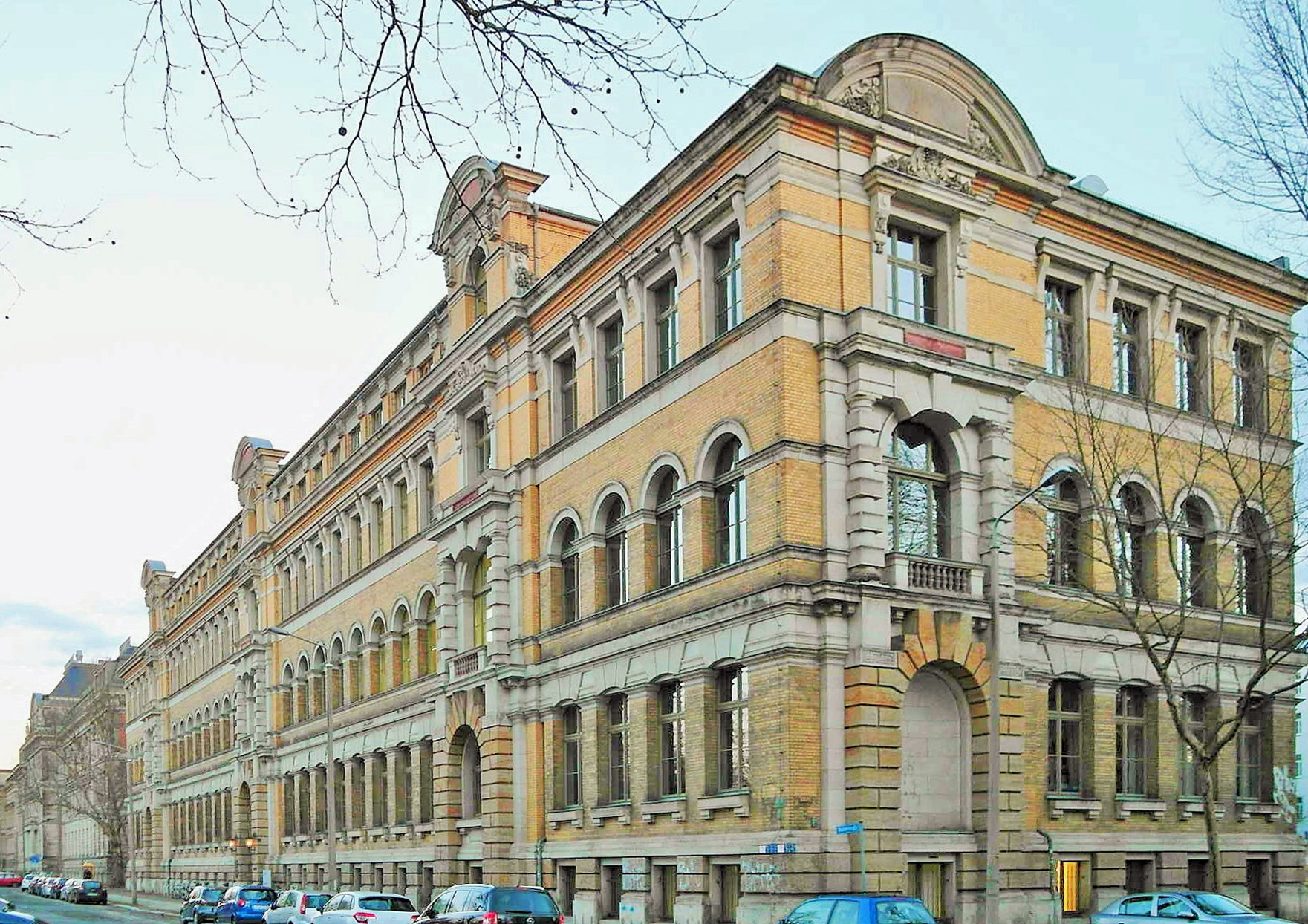
Wiener-Bau, Fakultät Ingenieurwissenschaften in der Wächterstraße 13, ursprünglich errichtet vom Architekten Hugo Licht (2014)

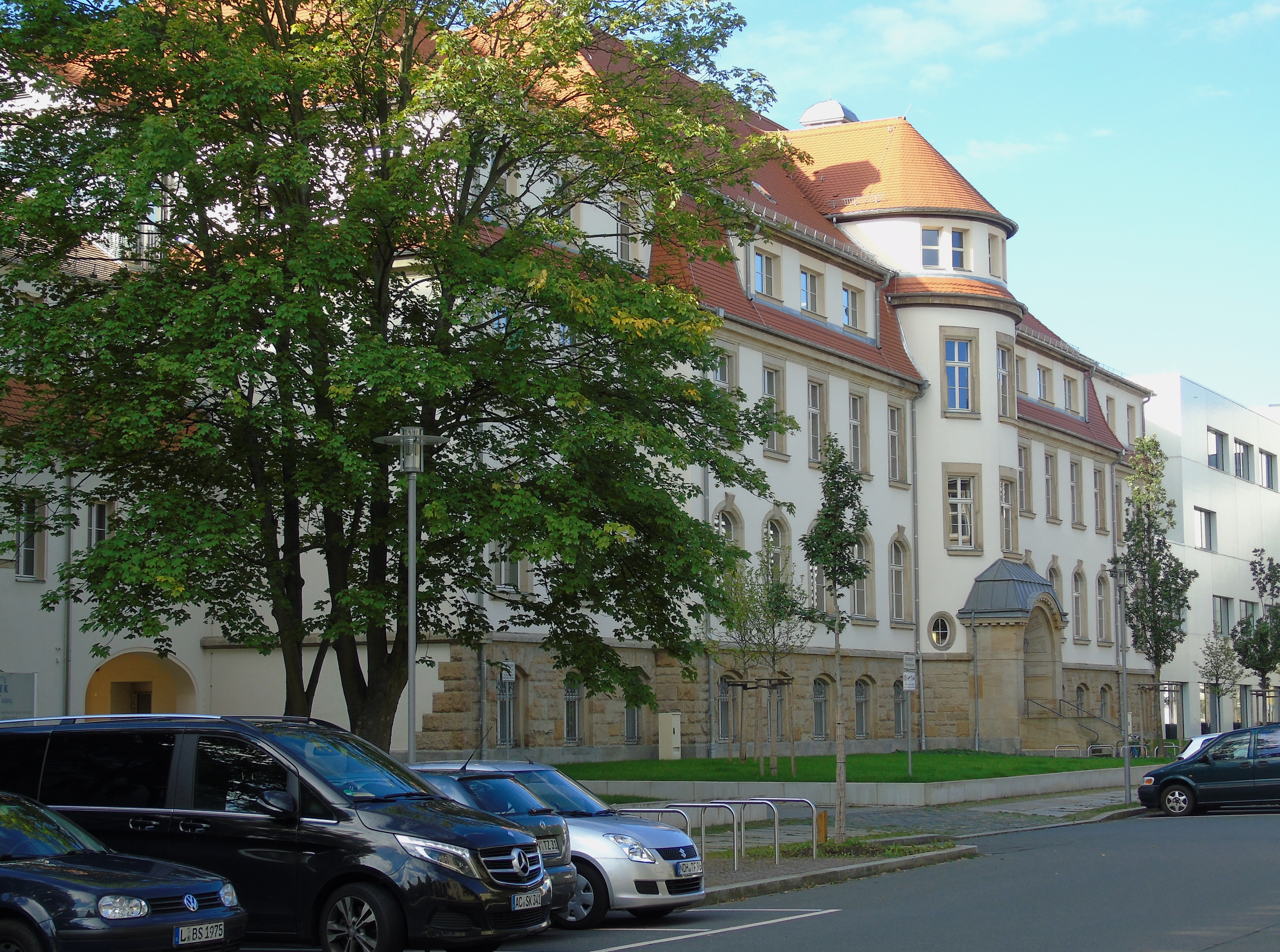
Gutenberg-Bau, Fakultät Informatik und Medien in der Gustav-Freytag-Straße 42a (2015)

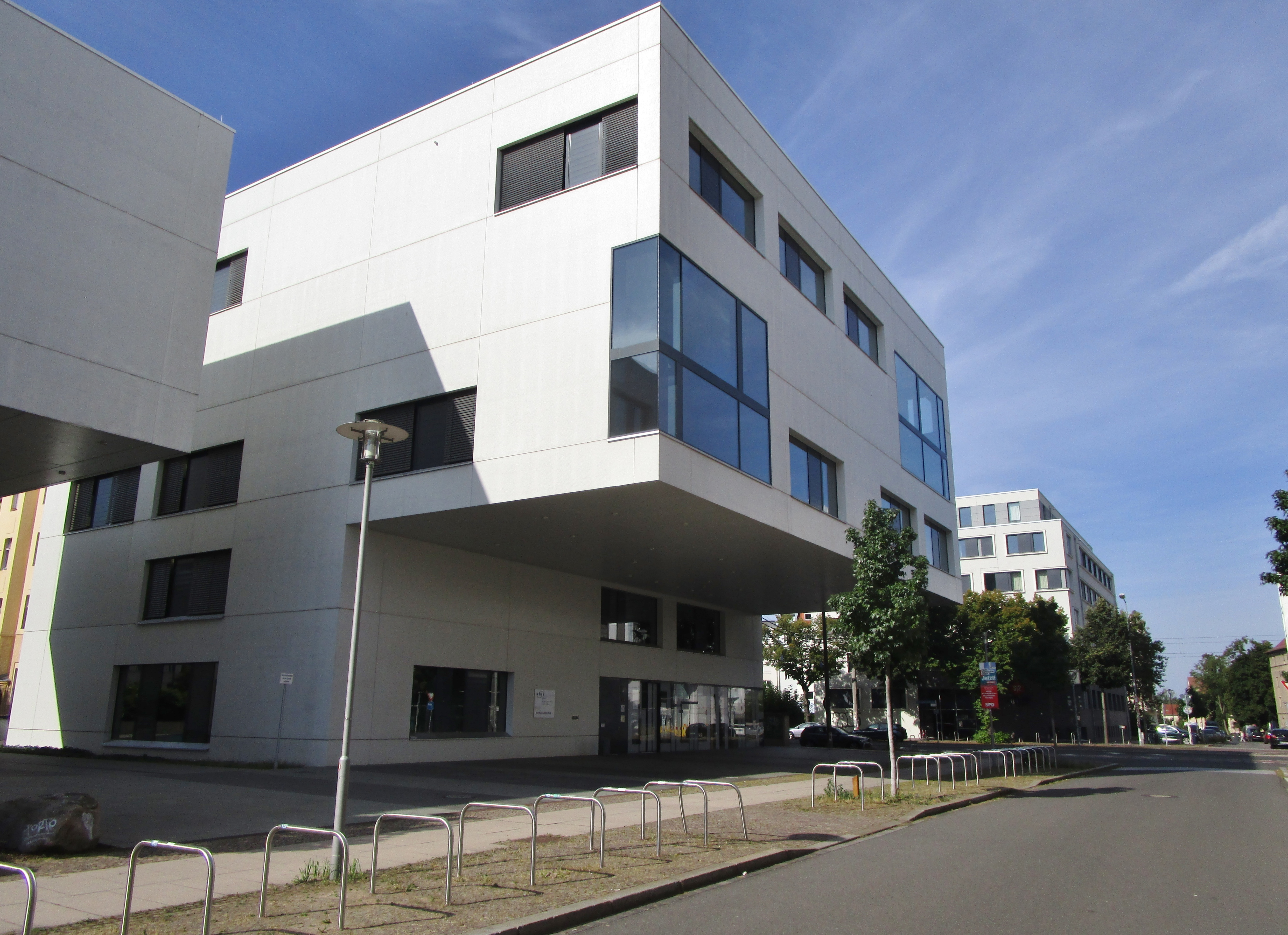
Hochschulbibliothek und Medienzentrum Gustav-Freytag-Straße 40–40a (2021)

Etwa 75 Prozent der Studienplätze sind im sogenannten MINT-Bereich (z. B. Bauwesen, Elektrotechnik, Informatik, Maschinenbau, Medientechnik usw.). Dazu kommen verschiedene stark nachgefragte Studiengänge in den Wirtschaftswissenschaften, in der Sozialen Arbeit oder Architektur. Ein besonderer Schwerpunkt ist das Wirtschaftsingenieurwesen mit ingenieurwissenschaftlichem Schwerpunkt – an der HTWK Leipzig gibt es die meisten Studierenden dieses Faches in Sachsen. Aufgrund der hohen Nachfrage sind diverse Studiengänge zulassungsbeschränkt.
Mit mehr als 1800 Studierenden ist die Fakultät Informatik und Medien mit ihren zahlreichen Medienstudiengängen und dem modernen Medienzentrum die weitaus größte Fakultät der HTWK Leipzig. Studiengänge wie Buch- und Medienwirtschaft und Museologie können jeweils nur an wenigen anderen Hochschulen in Deutschland studiert werden.
Insgesamt werden an 6 Fakultäten folgende Studiengänge angeboten (Stand: Sommersemester 2025):
- Architektur und Sozialwissenschaften
  - Architektur (B.A., M.A.)
  - Soziale Arbeit (B.A.)
  - Praxisentwicklung und Forschung in der Sozialen Arbeit (M.A.) (ab Sommersemester 2025)
- Bauwesen
  - Bauingenieurwesen (B.Eng., M.Sc. und kooperativer B.Eng. sowie berufsbegleitender Diplomstudiengang und weiterbildender berufsbegleitender Masterstudiengang)
- Digitale Transformation
  - Informations- und Kommunikationstechnik (B.Eng., M.Sc.) (kooperativ/dual)
  - Telekommunikationsinformatik (B.Eng.) (kooperativ/dual)
- Ingenieurwissenschaften
  - Elektrotechnik und Informationstechnik (B.Eng., M.Sc.)
  - Elektrotechnik und Informationstechnik (B.Eng.) (kooperativer Studiengang)
  - Energie-, Gebäude- und Umwelttechnik (B.Eng., M.Sc.)
  - Maschinenbau (B.Eng., M.Sc.)

- Informatik und Medien
  - Bibliotheks- und Informationswissenschaft (B.A., M.A.)
  - Book and Media Publishing (B.A.)
  - Druck- und Verpackungstechnik (M.Eng.)
  - Informatik (B.Sc., M.Sc.)
  - Medieninformatik (B.Sc., M.Sc.)
  - Medieninformatik / Bibliotheksinformatik (B.Sc.)
  - Medienmanagement (M.Eng.)
  - Medienproduktion (B.A.)
  - Medientechnik (B.Eng.)
  - Museologie (B.A.)
  - Museumspädagogik | Bildung und Vermittlung im Museum (M.A., berufsbegleitender Masterstudiengang)
  - Publishing Management (M.A.) (ehemals Verlags- und Handelsmanagement)
  - Verpackungstechnologie und Nachhaltigkeit (B.Eng.)
  - Es ist geplant ab 2025 einen neuen Studiengang im Bereich „Print und 3D-Druck“ anzubieten.
- Wirtschaftswissenschaft und Wirtschaftsingenieurwesen
  - Betriebswirtschaft (B.A., M.A.)
  - General Management (M.A.)
  - International Management (B.A.)
  - Wirtschaftsingenieurwesen Bauwesen (B.Eng., M.Sc.)
  - Wirtschaftsingenieurwesen Elektrotechnik (B.Eng., M.Sc.)
  - Wirtschaftsingenieurwesen Energietechnik (B.Eng.)
  - Wirtschaftsingenieurwesen Maschinenbau (B.Eng.)
  - Wirtschaftsingenieurwesen Maschinenbau und Energietechnik (M.Sc.)
- auslaufende Studiengänge
  - Angewandte Mathematik (B.Sc., M.Sc.)
  - Change Management Wasserwirtschaft (M.Sc.)
  - Buch- und Medienproduktion (B.Eng.) (ehemals Verlagsherstellung)
  - Buch- und Medienwirtschaft (B.A.) (ehemals Buchhandel/Verlagswirtschaft)
  - Digitale Print-Technologien (B.Eng.)
  - Drucktechnik (B.Eng.)
  - Fernsehproduktion (B.A., nur kooperativ studierbar)
  - Soziale Arbeit (M.A.)
  - Wirtschaftsingenieurwesen Produktions- und Energiewirtschaft (B.Sc.)
  - Wirtschaftsingenieurwesen Logistik/Energiewirtschaft (M.Sc.)
- eingestellte Studiengänge
  - Crossmedia Management (M.Sc.) (ehemals Crossmedia Publishing)
  - Frühpädagogik (B.A.) (berufsbegleitend)
  - Sozialwesen (Diplomstudiengang)
  - Wirtschaftsmathematik (Diplomstudiengang)

### Immatrikulation
Die Zahl der Interessenten um einen der Studienplätze an der HTWK Leipzig übersteigt die verfügbaren Studienplatz. Daher wird die Auswahl der zukünftigen Studenten über einen örtlichen Numerus clausus geregelt. Immatrikuliert wird jeweils zum Wintersemester (inzwischen aber auch bei ausgewählten Masterstudiengängen im Sommersemester).

### Lehrkooperation mit der Universität Leipzig
Seit 2015 kooperiert die Fakultät für Mathematik und Informatik der Universität Leipzig mit der Fakultät für Informatik, Mathematik und Naturwissenschaften der HTWK Leipzig. Darüber hinaus gibt es seit 2016 eine Kooperationsvereinbarung im Bereich der Wirtschaftswissenschaften. Studierende der Masterstudiengänge Betriebswirtschaftslehre und Wirtschaftsinformatik der Universität Leipzig sowie Betriebswirtschaft und Wirtschaftsingenieurwesen der HTWK Leipzig haben die Möglichkeit, an einer Auswahl von Modulen der Kooperationshochschule teilzunehmen und darin Prüfungsleistungen zu erbringen.

### Internationales
Die Hochschule unterhält Kontakte zu zahlreichen Partnerhochschulen weltweit, mit denen sie per Kooperationsvertrag oder über das EU-Programm Sokrates/Erasmus verbunden ist. Das Akademische Auslandsamt berät Studenten der HTWK Leipzig, die ein Teilstudium an einer ausländischen Hochschule oder ihr praktisches Studiensemester in einem ausländischen Unternehmen absolvieren wollen.

## Forschung an der HTWK Leipzig
Mit einem Drittmittelaufkommen von mehr als 21 Millionen Euro im Jahr gehört die HTWK Leipzig zu den forschungsstarken Hochschulen für Angewandten Wissenschaften in Deutschland. Rund 40 Prozent ihrer Drittmittel wirbt die Hochschule aus Bundesmitteln ein, knapp stammt ein Drittel aus der Wirtschaft und rund ein Fünftel aus Förderprogrammen der Europäischen Union und des Freistaates Sachsen. Aus den Drittmitteln werden mehr als 300 Mitarbeitende finanziert. Von ihnen ist ein Großteil in Forschungsprojekten tätig.
Die Hochschule bündelt ihre Lehr- und Forschungskompetenzen in vier Profillinien:
- Bau & Energie: Ressourcen schonen
- Medien & Information: Informationen erschließen
- Life Science & Engineering: Gesundheit erhalten
- Ingenieur & Wirtschaft: Verantwortung übernehmen

Die starke Forschungsausrichtung der HTWK Leipzig lässt sich in Teilen auf ihre universitäre Vorgängereinrichtung, die Technische Hochschule Leipzig, zurückführen, an welcher schon zu DDR-Zeiten im Bauwesen und in der Automatisierungstechnik auf internationalem Niveau geforscht wurde. Im Jahr 1997 gründete die HTWK Leipzig das Forschungs- und Transferzentrum Leipzig (FTZ) e. V. als gemeinnützige, außeruniversitäre Einrichtung. Das FTZ möchte „Industrie, Wirtschaft und Kommunen mit dem wissenschaftlich-technischen Potenzial der Hochschule“ verbinden, indem es eine organisatorische und rechtliche Plattform für kooperative Forschungs- und Entwicklungsprojekte bietet. Am FTZ ist ein gemeinsames EMV-Zentrum der HTWK Leipzig und der Hochschule für Telekommunikation Leipzig angesiedelt.
2010 eröffnete die HTWK Leipzig das Forschungszentrum Eilenburger Straße auf dem Gelände der ehemaligen Kinderklinik in Leipzig-Reudnitz. Hier sind verschiedene Labore und Werkstätten angesiedelt, die von mehreren Forschungsgruppen sowie der Gründungsberatung Startbahn 13 genutzt werden. 2012 wurde das Forschungszentrum als einer von 365 Orten im Land der Ideen ausgezeichnet. Seit 2014 gibt es mit dem „Forschungszentrum Campus“ in der Karl-Liebknecht-Straße 143 ein weiteres Hochschulgebäude, welches fast ausschließlich der Forschung gewidmet ist.

### Nachwuchsförderung
Am 2016 gegründeten Graduiertenzentrum der HTWK Leipzig werden rund 100 Nachwuchswissenschaftlerinnen und Nachwuchswissenschaftler betreut, die in Kooperation mit einer Universität promovieren. Seit 2014 wird jährlich der Dissertationspreis der Stiftung HTWK für eine herausragende Dissertation vergeben.

### Institute und Forschungszentren
- Architektur-Institut Leipzig/Institute for Advanced Architectural and Urban Studies A.I.L.
- Institut für angewandte Architekturstrategien IAS
- Institut für Baustoffe und Bauverfahrenssimulation IBBS
- Institut für Bauwirtschaft und Baubetriebswesen IBB
- Institut für Betonbau IfB
- Institut für Bio-Fluidmechanik IBFM
- Institut für Digitales Lehren und Lernen IDLL
- Institut für experimentelle Mechanik IFEM
- Institut für Hochbau, Baukonstruktion und Bauphysik IHBB
- Institut für regionale Wertschöpfung IRW
- Institut für Sanierungsplanung und Projektentwicklung ISP
- Institut für Statik, Strukturdynamik, Systemidentifikation und Simulation I4S
- Institut für Wasserbau und Siedlungswasserwirtschaft IWS
- Institute for Printing, Processing and Packaging Leipzig iP³
- Institut für Elektronik und Biomedizinische Informationstechnik EBIT
- Institut für Technologie und Produktion im Maschinenbau TPMB
- Institut für Prozessautomation und Eingebettete Systeme PAES
- Institut für Mess-, Steuerungs- und Regelungstechnik MSR
- Institut für Entwicklungsorientierten Maschinenbau EMB
- Institut für Energie-, Gebäude- und Umwelttechnik EGU
- Institut für Elektrische Energietechnik EET
- im „Forschungszentrum Campus“ sind u. a. folgende Arbeits- und Projektgruppen angesiedelt:
  - FLEX Forschung.Lehre.Experiment
  - Forschungsgruppe Nachhaltiges Bauen
  - Forschungsgruppe Massivbau
  - G² Gruppe Geotechnik
  - GEONETIC
- im „Forschungszentrum Life Science & Engineering“ sind folgende Arbeitsgruppen angesiedelt:
  - Laboratory for Biosignal Processing LaBP
  - Netzwerk Radiowellen-Technologie RWTec
- Kompetenzzentrum für Werkstoffforschung
- Analytisches Zentrum[16]

## Studentische Projekte mit überregionalem Erfolg

### Nao-Team HTWK

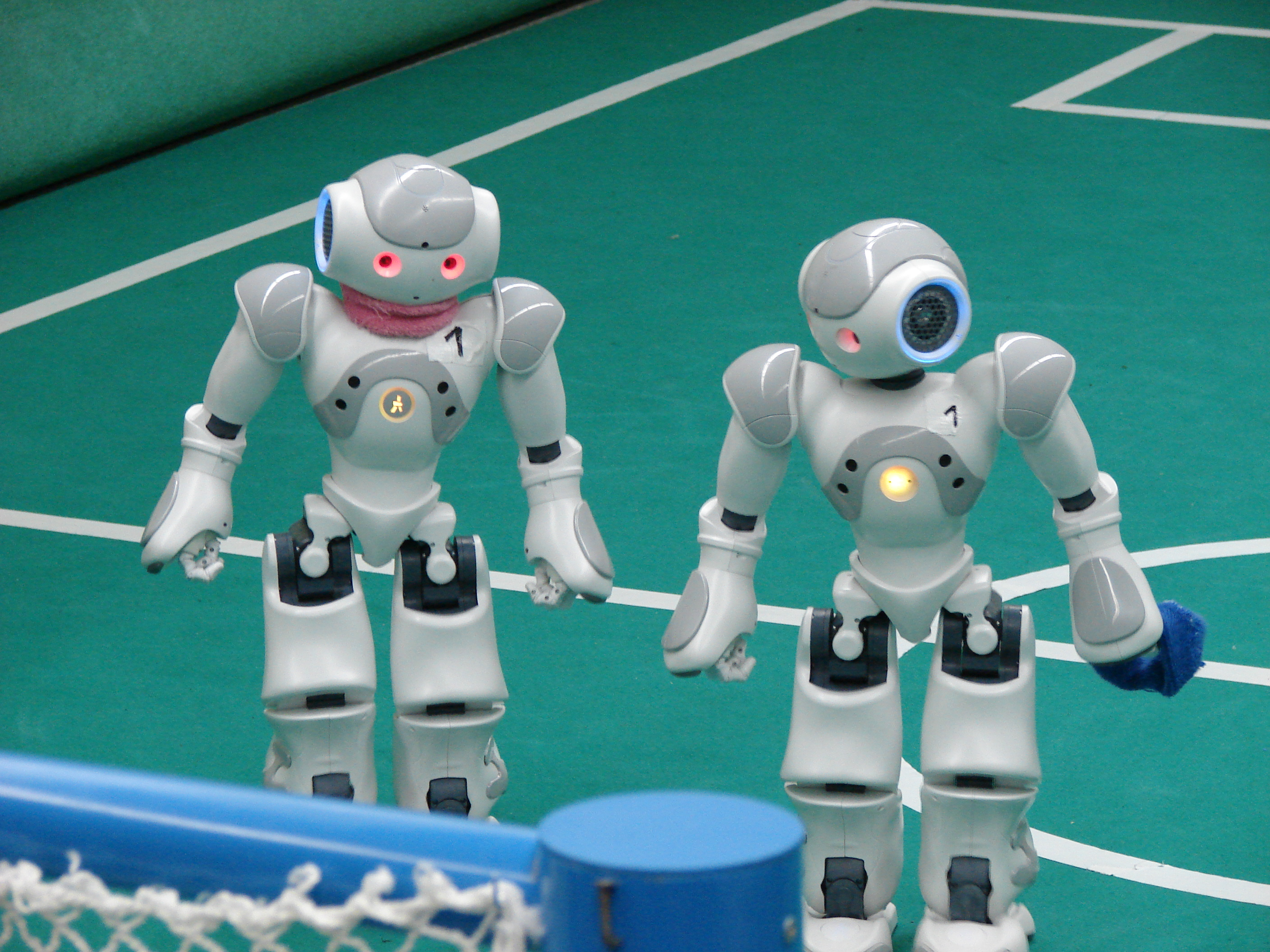
Nao-Team HTWK

Das Nao-Team HTWK gehört seit Jahren im Roboterfußball zu den weltweit besten Teams und konnte zahlreiche Erfolge bei den RoboCup German Opens und den internationalen RoboCups erzielen. 2018 wurde das Team erstmals Weltmeister. Im Jahr 2024 wurde das Team Vize-Weltmeister. Es besteht – neben mehreren Robotern des Typs Nao – aus Studierenden und Alumni der Hochschule. Es spielt seit 2009 in der Standard Platform League. Die modernen Probleme der Robotik – Selbstlokalisierung, Pfadplanung und Schwarmkoordination – sollen im Umgang mit den Robotern und beim Entwickeln der Spielalgorithmik gelöst werden.

### BetonkanuTeam
Das BetonkanuTeam der HTWK Leipzig holte mit seinen selbstgebauten Rennbooten aus Beton bei den internationalen Regatten in Deutschland und den Niederlanden in den vergangenen Jahren mehrfach Gold, u. a. 2018 und 2019 beim Betonkanurace in Eindhoven. 2019 gewann das Herren-Team außerdem den ersten und zweiten Platz bei der Betonkanu-Regatta in Heilbronn. In den Bau der Betonkanus fließen stets neue wissenschaftliche Erkenntnisse aus dem Bereich des Textilbetonbaus ein.

## Regelmäßige Veranstaltungen

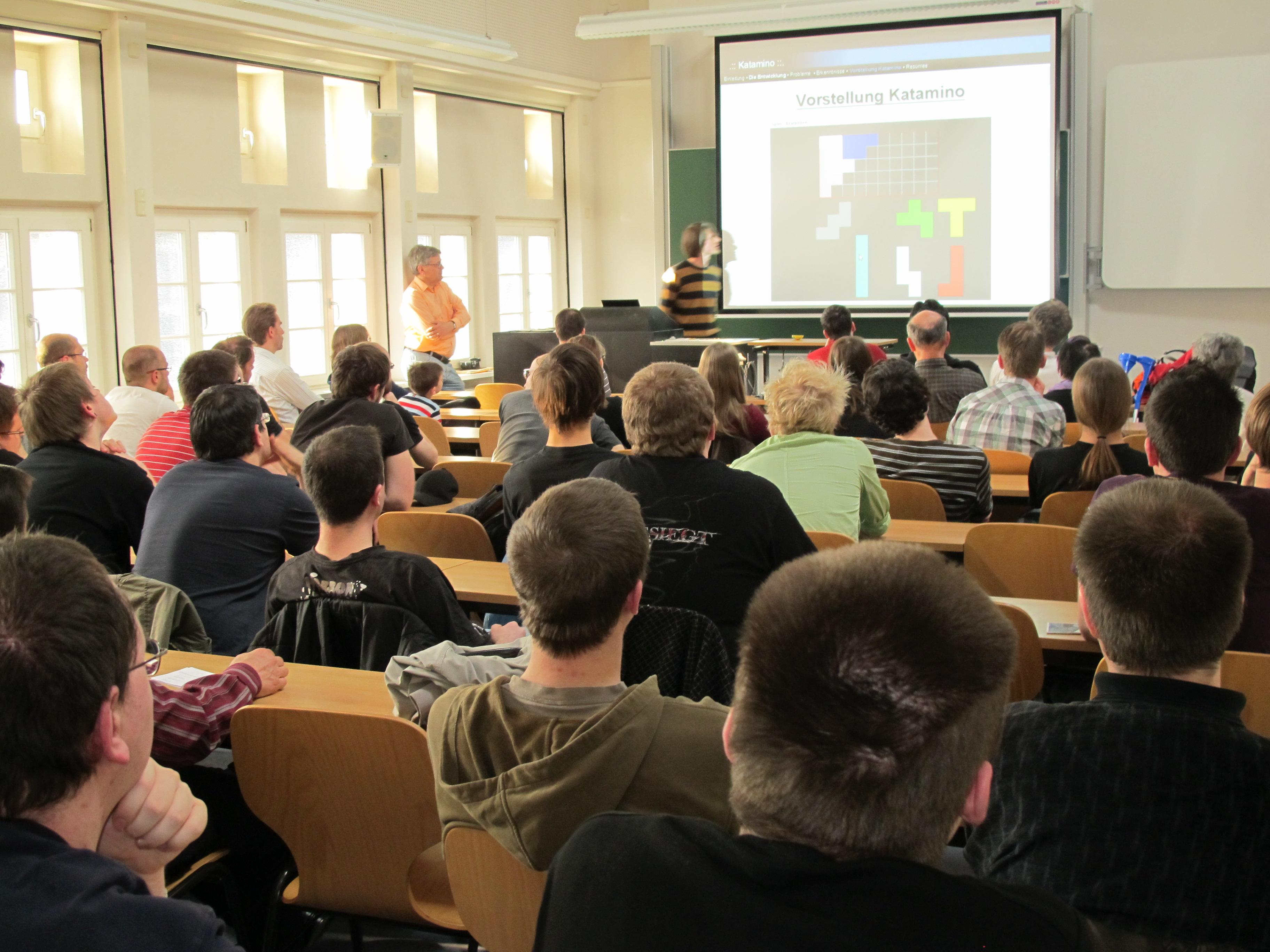
Lange Nacht der Computerspiele an der HTWK Leipzig

Während des Semesters finden wöchentlich öffentliche Ringvorlesungen mit freiem Eintritt statt. Jeden Januar ist Tag der offenen Tür, jeweils April/Mai findet der Hochschulinformationstag und anschließend die Lange Nacht der Computerspiele statt. Dieses Festival zur Kultur und Geschichte der Spiele zieht jedes Jahr mehrere tausend Besucher aus der ganzen Republik an. Daneben beteiligt sich die HTWK Leipzig an der alle zwei Jahre stattfindenden Langen Nacht der Wissenschaften Leipzig, bei der ebenfalls mehrere tausend Besucher die Hochschule besuchen. Darüber hinaus ist die Hochschule Veranstaltungsort für verschiedene Fachtagungen, die in Kooperation mit anderen Wissenschaftseinrichtungen oder Partnern aus der Wirtschaft realisiert werden.

## Hochschullehrer
- Hochschullehrer der HTWK Leipzig (Auswahl)